# Hal Robson-Kanu
Hal Robson-Kanu, né le 21 mai 1989 à Acton (Angleterre), est un footballeur international gallois qui évolue au poste d'attaquant.

## Carrière
Durant l'été 2011, alors que son contrat à Reading se termine, Robson-Kanu s'engage pour trois saisons supplémentaires.

### Carrière internationale

#### Entre Angleterre et Pays de Galles
Après avoir joué pour la sélection d'Angleterre en moins de 19 ans et moins de 20 ans, Robson-Kanu se trouve éligible pour le maillot gallois, ayant une grand-mère originaire du pays de Galles.

#### Avec le Pays de Galles
Il honore sa première sélection pour l'équipe du pays de Galles le 23 mai 2010 à l'occasion d'un match amical contre la Croatie. 

#### Euro 2016
Hal Robson-Kanu figure dans la liste des 23 joueurs convoqués par Chris Coleman pour disputer l'Euro 2016. Il marque son premier but dans la compétition lors d'une victoire 2-1 des Dragons face à la Slovaquie. Lors des quarts-de-finale de la compétition, il inscrit un but d'anthologie contre la Belgique et permet aux gallois d'atteindre les demi-finales de la compétition pour la première fois de son histoire.

## Palmarès

### En club
Reading
- Champion d'Angleterre de D2 en 2012.

## Statistiques
| Saison      | Club            | Pays           | Championnat        | Coupes nationales | Sélection Pays de Galles |
| ----------- | --------------- | -------------- | ------------------ | ----------------- | ------------------------ |
| 2007 - 2008 | Reading         | Premier League | -                  | -                 | -                        |
| 2007 - 2008 | Southend United | League One     | 8 matchs / 3 buts  | -                 | -                        |
| 2008 - 2009 | Southend United | League One     | 14 matchs / 2 buts | 1 match           | -                        |
| 2008 - 2009 | Swindon Town    | League One     | 20 matchs / 4 buts | -                 | -                        |
| 2009 - 2010 | Reading         | Championship   | 17 matchs          | 1 match           | 1 match                  |
| 2010 - 2011 | Reading         | Championship   | 29 matchs / 5 buts | 5 matchs / 1 but  | 2 matchs                 |
| 2011 - 2012 | Reading         | Championship   | 35 matchs / 4 buts | 2 matchs          | 4 matchs                 |
| 2012 - 2013 | Reading         | Premier League | 25 matchs / 7 buts | 5 matchs          | 7 matchs / 1 but         |
| 2013 - 2014 | Reading         | Championship   | 36 matchs / 4 buts | 1 match           | 7 matchs                 |
| 2014 - 2015 | Reading         | Championship   | 29 matchs / 1 but  | 7 matchs / 3 buts | 9 matchs / 1 but         |
| 2015 - 2016 | Reading         | Championship   | 28 matchs / 3 buts | 7 matchs / 2 buts | 4 matchs / 2 buts        |

Dernière mise à jour le 2 juillet 2016